# Michael Ledeen
Michael Arthur Ledeen (Los Angeles, 1º agosto 1941 – Austin, 17 maggio 2025) è stato uno storico e giornalista statunitense, analista di politica estera neoconservatore. Fu consulente del Consiglio per la sicurezza nazionale, del Dipartimento di Stato USA e del Dipartimento della difesa USA. Fu docente  per vent'anni all'American Enterprise Institute e in seguito insegnò anche alla Foundation for Defense of Democracies.

## Biografia
Ledeen ottenne un PhD in storia e filosofia alla University of Wisconsin-Madison dove studiò con lo storico ebreo di origine tedesca George Mosse. La sua dissertazione di dottorato divenne il suo primo libro Universal Fascism, pubblicato nel 1972. Il lavoro accademico fu il primo studio a esplorare gli sforzi del dittatore italiano Benito Mussolini per creare una Internazionale Fascista fra i tardi anni venti e i primi anni trenta. Dopo aver lasciato la University of Wisconsin-Madison, insegnò alla Università Washington a Saint Louis, che lasciò dopo che gli fu tolta la cattedra.
Di conseguenza, si trasferì a Roma, dove fu corrispondente per The New Republic e fu nominato professore in visita per due anni fino al 1977. A Roma collaborò con Renzo De Felice, un autore che lo Influenzò profondamente operando una distinzione tra "regime fascista" e "movimento fascista". Le idee politiche di Ledeen lo portarono ad individuare l'urgenza di combattere il potere dello stato centralizzato e nell'attribuire centralità alla libertà umana. Ledeen continuò i suoi studi sul fascismo italiano con l'impresa di Fiume da parte delle forze irredentiste guidate da Gabriele D'Annunzio, che Ledeen descrisse come il prototipo per Mussolini. Con De Felice curò la nota Intervista sul fascismo.
Ledeen fu per molto tempo un attivo sostenitore dei dissidenti politici, particolarmente quelli iraniani, fondando la Coalizione per la Democrazia in Iran.

## Controversie e scandali
Fu implicato in alcuni importanti scandali, come lo scandalo Iran-Contra e nel Nigergate; fu inoltre accusato di aver collaborato con la P2 di Licio Gelli, nonostante abbia negato qualsiasi implicazione. Fu anche membro dell'American Enterprise Institute, noto think tank neoconservatore; scrisse sul Washington Quarterly. Negli ultimi anni in Italia il suo nome venne associato a Matteo Renzi e a Marco Carrai, imprenditore, amico e finanziatore dell'ex sindaco di Firenze.

### Crisi di Sigonella
Vicino ad ambienti dell'amministrazione Reagan senza tuttavia ricoprire incarichi ufficiali, fu presente alla Casa Bianca durante il colloquio telefonico tra il presidente statunitense e il presidente del Consiglio Craxi durante la crisi di Sigonella dell'ottobre 1985, inserendosi nella traduzione simultanea in inglese della conversazione e scavalcando di fatto il traduttore ufficiale Thomas Longo Jr, capo dell'Italian Desk del dipartimento di Stato USA, che protestò vivamente ottenendone l'allontanamento. 

## Opere
- L'internazionale fascista (Universal Fascism: the Theory and Practice of the Fascist International, 1928-1936, 1972), a cura di Bertolazzi, Roma-Bari, Laterza, 1973.
- D'Annunzio a Fiume (The First Duce: D'Annunzio at Fiume, 1977), Roma-Bari, Laterza, 1975.
- M. Ledeen-Renzo De Felice, Intervista sul fascismo, Roma-Bari, Laterza, 1975.
- «Renzo De Felice and the Controversy over Italian Fascism», pp. 269-283, in «Journal of Contemporary History». Volume 11, 1976
- M. Ledeen-Renzo De Felice, Fascism: An Informal Introduction To Its Theory and Practice, New Brunswick, NJ, Transaction Books, 1976.
- Italy in Crisis, Beverly Hills, California, Sage Publications, 1977.
- M. Ledeen-George Mosse, Intervista sul nazismo, Roma-Bari, Laterza, 1978.
- Il complesso di Nerone: dal fascismo all'eurocomunismo, 1978.
- M. Ledeen-William Lewis, Debacle, The American Failure in Iran, Vintage Books, 1982.
- Grave New World, New York, Oxford University Press, 1985.
- West European Communism and American Foreign Policy, New Brunswick, NJ, Transaction Books, 1987.
- Perilous Statecraft: An Insider's Account of the Iran-Contra Affair, New York, Scribner, 1988.
- Superpower Dilemmas: the U.S. and the U.S.S.R. at Century's End, New Brunswick, NY, Transaction Publishers, 1992.
- Freedom Betrayed: How America Led a Global Democratic Revolution, Won the Cold War, and Walked Away, Washington, D.C., AEI Press, 1996.
- Machiavelli on Modern Leadership: Why Machiavelli's Iron Rules Are as Timely and Important Today as Five Centuries Ago, New York, Truman Talley Books/St. Martin's Press, 1999.
- The War against The Terror Masters: Why It Happened, Where We Are Now, How We'll Win, New York, St. Martin's Press, 2002.
- The Iranian Time Bomb: The Mullah's Zealots' Quest for Destruction, Truman Talley Books, 2007.
- Obama's Betrayal of Israel, Encounter Broadsides, 2010.
- M. Ledeen-Michael T. Flynn, The Field of Fight: How We Can Win the Global War Against Radical Islam and Its Allies, New York, St. Martin Press, 2016.